# Вендельштейн, Борис Юрьевич
Вендельштейн Борис Юрьевич (25 ноября 1926, Москва — 13 февраля 2001, Москва) — доктор геолого-минералогических наук, профессор, специалист в области петрофизики сложных коллекторов нефти и газа, природы электрохимических явлений в горных породах, интерпретации данных ГИС, использования материалов ГИС при подсчете запасов нефти и газа.

## Биография
Родился 25 ноября 1926 года в Москве в семье учёных-химиков Ю. Г. Вендельштейна и Н. Н. Эвергетовой.
- 1943—1949 — студент геолого-разведочного факультета МИИ им. И. М. Губкина.
- 1949—1952 — инженер, затем старший и главный инженер комплексной каротажной экспедиции Союзного Центрального геофизического треста Министерства геологии СССР (г. Москва).
- 1952—1955 — старший инженер Восточно-Сибирской каротажной экспедиции Восточного геофизического треста (р.п. Усть-Орда, Иркутская область).
- 1955 — инженер треста «Спецгеофизика» (п. Поваровка, Московская область).
- 1955—1958 — аспирант МИИ им. И. М. Губкина.
- 1958 — защита диссертации на соискание учёной степени кандидата геолого-минералогических наук.
- 1958—1964 — младший, затем старший научный сотрудник кафедры промысловой геофизики МИНХ и ГП им. И. М. Губкина.
- 1963 — присвоение учёного звания старшего научного сотрудника.
- 1964 — руководитель отраслевой лаборатории промыслово-геофизических проблем.
- 1970 — награждён медалью «За доблестный труд. В ознаменование 100-летия со дня рождения В. И. Ленина».
- 1971 — защита диссертации на соискание учёной степени доктора геолого-минералогических наук.
- 1976 — награждён нагрудным знаком «Отличник разведки недр».
- 1978 — профессор кафедры геофизических информационных систем РГУ нефти и газа им. И. М. Губкина.
- 1979 — присвоение ученого звания профессора.
- 1981 — награждён медалью Высшей школы СССР «За научную работу».
- 1986 — награждён нагрудным значком «За отличные успехи в работе» Министерства высшего и среднего специального образования СССР; присвоение звания «Почётный нефтяник СССР».
- 1996 — награждён нагрудным знаком «Почетный работник высшего образования России»; избран членом-корреспондентом Российской академии естественных наук.

Умер 13 февраля 2001 года в Москве, похоронен на Донском кладбище.

## Научно-производственные и общественные достижения
Автор ряда оригинальных петрофизических моделей и методик интерпретации ГИС, в том числе модели «двойной воды», предложенной значительно раньше зарубежного аналога, автор обобщающей монографии по теории собственных потенциалов, основной автор алгоритмов и палеток по учёту поверхностной проводимости, соавтор и редактор двух методических руководств (1978 и 1990) по использованию данных ГИС при подсчете запасов нефти и газа, являющихся регламентирующими документами при утверждении запасов в ГКЗ.
Более 90 опубликованных работ, в том числе, 3 учебника, одно учебное пособие, 10 монографий, одно авторское свидетельство.
Членство в Российских и Международных организациях и Академиях и член специализированного ученого совета по защите научных докторских диссертаций МИНХ и ГП, затем МИНГ, теперь ГАНГ (с 1976 по настоящее время, 1976—1981 — ученый секретарь этого совета); член специализированного ученого совета по защите докторских диссертаций ВНИИЯГГ, затем ВНИИгеоинформсистем, теперь ВНИИгеосистем (с 1976); член-корр. РАЕН с 1996 года.

## Ученые степени и звания
- кандидат геолого-минералогических наук (1959)
- доктор геолого-минералогических наук (1971)
- профессор (1981)
- почётный нефтяник СССР (1986)
- почётный работник высшего образования в России (1996)
- лауреат премии им. И. М. Губкина (1996)

## Награды
- Медаль «За доблестный труд в ознаменование 100-летия со дня рождения В. И. Ленина» (1970)
- медаль «Отличник разведки недр» (1976)

## Семья
- Вендельштейн, Татьяна Борисовна (род. 1954) — дочь, российский искусствовед.
- Талочкин, Леонид Прохорович (1936—2002) — зять, российский коллекционер неофициального советского искусства 1950-х — 1990-х годов.